# یوزف سدلاچک
یوزف سدلاچک (چکی: Josef Sedláček; ۱۵ دسامبر ۱۸۹۳ – ۱۵ ژانویهٔ ۱۹۸۵) بازیکن فوتبال اهل اتریش-چکسلواکی بود.
از باشگاه‌هایی که در آن بازی کرده‌است می‌توان به باشگاه فوتبال اسپارتا پراگ اشاره کرد.
وی همچنین در تیم‌های ملی فوتبال اتریش و چکسلواکی بازی کرده‌است.